# Bruno Henneberg
Bruno Karl Ludwig Theodor Henneberg (* 27. November 1830 in Wasserleben; † 2. April 1899 in Poppenbüttel) war ein deutscher Landwirt und Politiker.

## Leben
Als Sohn eines Amtmanns und Domänenpächters geboren, wurde Henneberg nach dem Besuch des Helmstedter Gymnasiums Landwirt in Schleswig-Holstein und 1850 Verwalter auf Gut St. Burchard. Er studierte Kameralwissenschaften in Jena, wo er 1852 Mitglied der Burschenschaft Teutonia wurde. Ab 1853 arbeitete er im Familienbetrieb in Wasserleben und reiste nach England und Paris. 1868 wurde er Mitglied des Stormarner Kreistages und Mitglied des Provinziallandtages von Schleswig-Holstein. Er wurde Hofbesitzer und Landwirt in Poppenbüttel und von 1879 bis 1882 Abgeordneter der Nationalliberalen Partei im Preußischen Abgeordnetenhaus.
Sein Enkel war Otto Henneberg-Poppenbüttel.